# Zappek
Zappek ist eine Krimiserie der ARD mit Uwe Kockisch in der Titelrolle.

## Inhalt
Der ostdeutsche Hauptkommissar Zappek ermittelt mit seinem jungen Kollegen Polikeit in der Landeshauptstadt Berlin. Frau Verheugen ist dessen Vorgesetzte. Zappeks erwachsenen Sohn Claude muss ihm während seiner Fälle immer wieder aus der Patsche helfen.

## Hintergrund
Die Musik schrieb Stefan Melbinger. Die Drehbuchautoren schrieben  auch die Drehbücher der RTL-Krimiserie Balko.

## Episodenliste

### Staffel 1
| Nr. | Episodentitel                   | Erstausstrahlung |
| --- | ------------------------------- | ---------------- |
| 1   | Berlin bleibt sauber            | 1. März 1995     |
| 2   | An Nasenbluten stirbt man nicht | 8. März 1995     |
| 3   | Tanz der kleinen Schwäne        | 8. März 1995     |
| 4   | Dunkle Kanäle                   | 22. März 1995    |
| 5   | Tod im Zug                      | 29. März 1995    |
| 6   | Covergirl                       | 12. April 1995   |
| 7   | Broker                          | 19. April 1995   |
| 8   | Über’n Jordan                   | 26. April 1995   |
| 9   | Tod im Stau                     | 3. Mai 1995      |
| 10  | Strahlende Grüße                | 10. Mai 1995     |
| 11  | Jagd auf den Zeugen             | 17. Mai 1995     |
| 12  | Schüsse im 3. Stock             | 24. Mai 1995     |
| 13  | Der U-Bahn-Killer               | 7. Juni 1995     |

### Staffel 2
| Nr. | Episodentitel             | Erstausstrahlung   |
| --- | ------------------------- | ------------------ |
| 1   | Tekkno Trauma             | 17. Juli 1996      |
| 2   | Taxi-Morde                | 24. Juli 1996      |
| 3   | Tod im Hotel              | 7. August 1996     |
| 4   | Endspiel                  | 14. August 1996    |
| 5   | Toter Winkel              | 21. August 1996    |
| 6   | Marmorkuchen              | 28. August 1996    |
| 7   | Der Tote auf der Rennbahn | 4. September 1996  |
| 8   | Alte Bekannte             | 11. September 1996 |
| 9   | Falscher Hund             | 18. September 1996 |
| 10  | Freier Fall               | 25. September 1996 |
| 11  | Schlüsseldienst           | 2. Oktober 1996    |
| 12  | Blackout                  | 9. Oktober 1996    |
| 13  | Himmelfahrt               | 6. November 1996   |